# ويليام كيث بروكس
ويليام كيث بروكس (بالإنجليزية: William Keith Brooks)‏ هو عالم حيوانات أمريكي، ولد في 1848، وتوفي في 1908.

## وصلات خارجية
- ويليام كيث بروكس على موقع الموسوعة البريطانية (الإنجليزية)